# Oh! Carol
Singles de Neil Sedaka
Crying My Heart Out for You
(1959) Stairway to Heaven
(1960)
Oh! Carol est une chanson du chanteur américain Neil Sedaka, parue en single en 1959.
La chanson a atteint la 9e place aux États-Unis (dans le Hot 100 de Billboard pour la semaine du 7 décember 1959), et la 3e place au Royaume-Uni (quatre semaines non consécutives à la 3e place en décembre 1959 — janvier 1960). (Aux États-Unis, elle a débuté au Hot 100 de Billboard dans la semaine du 12 octobre, et au Royaume-Uni dans le Top 30 dans la semaine du 13 au 19 novembre.)

## Composition
Neil Sedaka a co-écrit cette chanson avec Howard Greenfield.

## Adaptations et reprises
La chanson a été reprise par de nombreux artistes.